# Fridolino
Fridolino  è un nome proprio di persona italiano maschile.

## Varianti
- Femminili: Fridolina[2]

### Varianti in altre lingue
- Catalano: Fridolí[3]
- Francese: Fridolin
- Germanico: Fridulin[1][4]
- Latino: Fridolinus[3]
- Polacco: Frydolin
- Portoghese: Fridolinho
- Spagnolo: Fridolino[3]
- Tedesco: Fridolin[1][2]

## Origine e diffusione
Continua il nome germanico Fridulin, basato su frithu ("pace", "amicizia", "sicurezza"), con l'aggiunta di un suffisso diminutivo; alla stessa radice fanno capo i nomi Frida, Frediano e Federico. Il significato può essere interpretato come "pacifico" o "pacificatore".
La sua diffusione in Italia è scarsa, limitata all'Alto Adige, riflesso del culto verso san Fridolino.

## Onomastico
L'onomastico si festeggia il 6 marzo in memoria di san Fridolino, pellegrino di origine irlandese, abate a Säckingen ed evangelizzatore della Renania, venerato anche in Baviera, Alsazia e Svizzera (dove è patrono del Canton Glarona).

## Persone
- Fridolino di Säckingen, missionario, abate e santo irlandese

### Variante Fridolin
- Fridolin Ambongo Besungu, cardinale e arcivescovo congolese
- Fridolin Sicher, compositore e organista svizzero
- Fridolin von Senger und Etterlin, generale tedesco
- Andreas Fridolin Weis Bentzon, etnomusicologo e antropologo danese

### Variante femminile Fridolina
- Fridolina Rolfö, calciatrice svedese